# Cuendo
Cuendo är en ort i Mexiko, tillhörande kommunen Atlacomulco i den nordvästra delen av delstaten Mexiko, i den centrala delen av landet. Orten hade 1 473 invånare vid folkräkningen 2010.